# 小林晃子
小林晃子（1979年6月9日—），女性日本配音員。出身於神奈川縣。O型血。
SPACE CRAFT ENTERTAINMENT所屬。1996年加入南青山少女歌劇團，1998年8月從第5期畢業，從此全面投入演藝活動。

## 演出作品

### 電視動畫
2001年
- 天使的尾巴（狸貓小綠）
- PaRappa the Rapper（英语：パラッパラッパー）（波拉）
- 名偵探柯南（女孩子B）

2002年
- 真·女神轉生D 惡魔之子 光之書與闇之書（伊西托克）
- 數碼寶貝04無限地帶（貓貓獸）
- 尋找滿月（鷺宮久美）

2003年
- 天使的尾巴Chu！（狸貓小綠）

2004年
- 御行者 AMDRIVER（日语：Get Ride! アムドライバー）
- 棉花糖樂園（バジル）
- 龍王傳說（博士）

2005年
- 我愛美樂蒂（黑貓喵咪）
- 銀牙傳說WEED（梅爾）
- 絕對少年（谷川希紗）
- 魔豆傳奇（賓格、冰果）

2006年
- 犬神！（てんそう）
- 童話槍手小紅帽（藍達喬[2]）
- 我愛美樂蒂：轉轉旋律魔法牌（黑貓喵咪）
- 銀河天使Rune（米莫雷特）
- 死神的歌謠。（百百）
- 快樂魔法變（日语：まもって!ロリポップ）
- 甜蜜偶像（淺見響）

2007年
- 我愛美樂蒂：輕鬆舒暢♪（黑貓喵咪）

2009年
- 料理偶像（卡卡）
- 寶石寵物（青紫蘇、大葉加奈子）

2016年
- 菇菇 ～世界的朋友～（日语：おさわり探偵 なめこ栽培キット）（企鵝菇）

### OVA
2005年
- 童話槍手小紅帽（藍達喬）
- 捉迷藏（珠狗）

### 電影動畫
2007年
- 犬神！THE MOVIE 特命靈的搜査官·假名史郎！（てんそう）

### 遊戲
2003年
- 天使的尾巴（狸貓小綠）

2005年
- 甜蜜偶像（淺見響）

2006年
- 銀河天使II 絕對領域之門（米莫雷特）

2007年
- 銀河天使II 無限迴廊之鍵（米莫雷特）

2009年
- 銀河天使II 永劫回歸之刻（米莫雷特）

### 廣播節目
- 天使的尾巴 Home Party
- 三石琴乃◎Abell Nights（日语：三石琴乃のエーベルナイツ）（文化放送：1999年7月－2001年9月）
- 三石琴乃◎Abell Nights 2006（文化放送：2006年11月11日）
- 小林晃子&清水愛的死神歌謠通信（網路廣播，2006年4月－2006年5月）

### CD
- 童話槍手小紅帽相關（藍達喬）
  - 童話槍手小紅帽 Drama&Soundtrack Album 第1章
  - 童話槍手小紅帽 Drama&Soundtrack Album 第3章
- 天使的尾巴相關
  - 天使的尾巴 角色歌曲&Original Sound Track 天使的歌聲（P.E.T.S.）
  - 天使的尾巴 廣播劇CD（狸貓小綠）
  - 天使的尾巴 Best Vocal Plus 天使。（狸貓小綠）
  - 天使的尾巴 ラジオ体操 ～心體操 第一（守護天使·小學生隊）
  - 天使的尾巴 One Drop（日语：おとぎストーリー 天使のしっぽのディスコグラフィ）（P.E.T.S.）
  - 天使世界（P.E.T.S.）
- ～翼者 文化放送2000年紀念曲（A·G·A·S）
- 棺材、旅人、怪蝙蝠 廣播劇CD（マウル）
- 公主騎士物語 -Princess Blue- 初回特典付錄CD（艾莉斯・貝里艾斯）

### 其它
- LIVE！LOVE！EVE！（BS-i）

## 外部連結
- SPACE CRAFT官網的資歷簡介 （页面存档备份，存于） （日語）